# Vilslev Kirke
Vilslev Kirke ligger i byen Vilslev 9 km nordvest for Ribe i Region Syddanmark.